# El Analfabeto (1965)
El analfabeto es el segundo cortometraje de ficción dirigido por el cineasta chileno Helvio Soto y estrenado en 1965. Fue filmado en cinco días en el desierto de Atacama, cerca de Copiapó, y contó con la producción del Centro de Cine Experimental de la Universidad de Chile. Posteriormente, fue incluido como parte del largometraje Érase un niño, un guerrillero, un caballo (1967), en donde uniría tres cortometrajes previos realizados por el director, Yo tenía un camarada (1964), El analfabeto (1965), y La muerte de un caballo (1966).

## Argumento
El cortometraje cuenta la historia de dos guerrilleros (Miguel Littín y Jorge Guerra) que se encuentran caminando extraviados por el desierto en evidente estado de deshidratación. Tras la muerte de uno de ellos, el otro ve cómo a la distancia comienza a acercarse un jeep con dos personas que defienden la guerrilla "América Libre". El desenlace de la historia es un chiste negro de carácter político que mezcla la convulsionada situación política del continente con las profundas desigualdades sociales que afectaban a la región durante el siglo XX.

## Recepción crítica
Como antecedente de lo que se denominaría unos años más tarde el Nuevo Cine Chileno, el cortometraje tuvo una valoración crítica mixta. A propósito de la proyección de Érase un niño, un guerrillero, un caballo, Carlos Ossa de El Siglo dice que el cortometraje "mantiene una estructura literaria: la de un cuento con final sorpresa", la que cataloga "como un divertimento cinematográfico, como un episodio que funciona en torno a su anécdota en donde lo específico cinematográfico aparece ahogado por la estructuralidad literaria del tema".
Joaquín Olalla crítico de la Revista P.E.C., critica el "cacareo sobre el arte comprometido, el compromiso del artista y otras sandeces que no tienen otra explicación que escamotear el planteamiento de un verdadero programa estético (y/o cinematográfico)", señalando que el cortometraje era de "una nulidad grotesca". Sin embargo, Ercilla (revista), rescató el corto por las mismas razones, señalando que en la obra de Soto hay "una voz cada vez más definida" y "una posición clara y comprometida frente al medio social", a pesar de encontrar "cierto esquematismo algo ambiguo en el mensaje".
Sin embargo, la obra ha pasado a la posteridad como un antecedente de la evolución cinematográfica de Helvio Soto, en la que "paulatinamente comienza a incorporar las problematizaciones del cine de vanguardia de aquellos años", llegando a ser considerado por Aldo Francia como "el más inteligente" de los cineastas chilenos de fines de los años 60.
A nivel de competencias, el cortometraje tuvo excelente recepción, lo que lo llevó a ser escogido para ser exhibido en importantes festivales internacionales como el Festival de Río de Janeiro y el Festival de Cannes.

## Datos de Relevancia
El cortometraje fue una de las primeras ficciones realizadas por el Departamento de Cine Experimental de la Universidad de Chile, siendo restaurada por la Cineteca de la misma Universidad desde negativos copiones y copias de proyección incompletas, reconstruyendo piezas fidedignas a sus originales. Hoy puede visualizarse de manera gratuita en la Cineteca Virtual de la Universidad de Chile.
El cortometraje cuenta entre su equipo a figuras que posteriormente serán relevantes en la constitución del Nuevo Cine Chileno y en la historia del cine nacional, como Pedro Chaskel, Miguel Littin, Jorge Guerra (actor chileno), y Héctor Ríos Henríquez.